# 熊谷弘 (指揮者)
熊谷 弘（くまがい ひろし、1932年11月3日 - ）は、日本の指揮者、作曲家。コンサートや映画音楽のレコーディング等で活動している。

## 経歴
福岡県に生まれる。福岡県立八女高等学校卒業後、武蔵野音楽大学作曲学科に入学し、クラウス・プリングスハイムに作曲を師事する。1957年、日本フィルハーモニー交響楽団に打楽器奏者として入団する。1960年代はニューディレクション設立にあたり同人として現代音楽と積極的に拘わる。傍ら指揮を渡辺暁雄に師事し、室内合奏団（スペルーロ合奏団）を組織し、放送（NHK-FM）、演奏会などで指揮活動を行う。
1970年、日本フィルを退団と同時に打楽器奏者を引退、同年日本フィル特別演奏会において指揮者としてデビューする。1971年、自身の企画によるコンサート「クラシックスシリーズ」を主宰、在京オーケストラの協力を得て年間数回の公演を開催する。
1979年、「日本の音楽展」を開始する。1989年、開催10年の実績に対し、第6回中島健蔵音楽賞優秀賞を受賞する。1998年、開催20周年を機に、作曲家の松村禎三・廣瀬量平・三善晃・佐藤敏直に選考委員を依頼し、「日本の音楽展・作曲賞」を設立する。1981年より、「第九と皇帝」を企画プロデュースする。在京オーケストラの協力を得て客演指揮者を招きながら、年末恒例の演奏会として定着し、自身も指揮を担当する。1989年、オーケストラ在籍奏者やフリー奏者によるシンフォニーオーケストラ“グレイトアーティスツ”イン ジャパンを結成、以降、同オーケストラを指揮して「第九と皇帝」にレギュラー出演している。
指揮活動は、レコード、CD、映画音楽のジャンルにも亘り、映画音楽では「砂の器」（野村芳太郎監督劇場映画）、「交響組曲 宇宙からのメッセージ」他、アニメーション音楽では「交響組曲宇宙海賊キャプテンハーロック」「交響組曲サイボーグ009」「交響詩銀河鉄道999」「もののけ姫」等を指揮している。合唱組曲「宇宙戦艦ヤマト」では日本コロムビアよりゴールデンディスク賞を受賞した。現在、指揮活動の他、コンサートのプロデュースやミュージックディレクター等も務めている。